# Yilton Díaz
Yilton Eduardo Díaz Loboa (Guachené, 12 giugno 1992) è un calciatore colombiano, centrocampista dello Xelajú MC.

## Carriera
Ha giocato nella massima serie colombiana.